# ハローこちらミッチ放送局
ハローこちらミッチ放送局（ハローこちらミッチほうそうきょく）は、1979年から1991年までCBCラジオ（中部日本放送）で放送されていたラジオ番組。

## 概要
- パーソナリティは堀江美都子。
- アニメソングを多く歌う堀江がパーソナリティであったが、アニメや声優などの話題に特化した番組ではなく、フリートークをし、投稿ハガキを読み、邦楽・洋楽を問わず曲がかかるというオーソドックスなラジオ番組であった。
- 足掛け12年の長期間にわたって放送された。
- 野球のナイター中継がらみで曜日と時間が移動することが多かったが、主に日曜日に放送されていた。

## 主なコーナー
- お誕生日のコーナー : 誕生日を迎えたリスナーを紹介し、「おめでとう」と言ってくれるコーナー。
- ミッチの診察室 : リスナーからの悩み相談に答えるコーナー。
- 今週のニューディスク : レコード音楽を２～３曲かけるコーナー。若者向けの音楽ばかりでなく演歌もかかっていた。

他

## 使用曲
- お誕生日のコーナー : 『バースデイの唄』（堀江美都子）
- エンディング : 『Even Now』（バリー・マニロウ）

## 備考
- 番組スタートより1983年までは『ハローポピーこちらミッチ放送局』という番組タイトルで、玩具メーカーのポピーがスポンサーを務めていた。しかし、バンダイのグループ再編によりポピーがバンダイ本社に吸収合併された為、スポンサーを降板。番組名からポピーが外れた。
- 当番組とほぼ平行してMBSラジオでは『ミッチの独言倶楽部』が放送されていた。